# 志村佳紀
志村 佳紀（しむら よしのり、SHIMURA YOSHINORI、1989年5月7日 - ）は、日本の撮影監督。JSC（日本映画撮影監督協会）所属。東京都新宿区出身。

## 人物
数多くの映画・ミュージックビデオ・テレビ番組・イベント撮影などに参加する。現在までに映画『ハルカ』（2016年/千葉茉耶監督）・『CAT』（2020/大塚祐吉）などの作品を手がけている。

## テレビ
- 徹底取材！ジョーダンを継ぐNBA最強の男たち（WOWOW）
- 早川光の最高に旨い寿司（2013 - 、BSTwellV）
- 坂上忍Presentsボートレースのじかん（BSスカパー）
- 燃える男 中畑清の1・2・3絶好調（2017 - 、千葉テレビ放送）
- シャキット！（2017 - 、千葉テレビ放送）
- イノベーション不動産Presents イノベーションな男たち（2018 - 、千葉テレビ放送）
- 知って得する！暑さ寒さしらずの樹脂窓（2019 - 、アクトオンTV）　ほか多数

## 映画
- ハルカ（2015 - 2016/千葉茉耶）[1] - エグゼクティブプロデューサー/作曲

- 裏切りの街（2016） - データローダー（データ記録・管理）
- BUGS（2019/井上眞介） - 編集/音響効果
- 魔女（2020/大塚祐吉）[2][3] - 撮影監督
- CAT（2020/大塚祐吉）[4] [5]- 撮影監督
- Rent a room 家出女と間借り男（2020年/田中慎太郎） - 撮影監督
- 親子未満（2020年/田中慎太郎） - 撮影監督
- NOBUKO（2021/高村狐堂） - 撮影監督
- 流れた血は物語る。（2021年/田中慎太郎） - 撮影監督
- ひとつの空（2021年/遠藤一平）[6] - 撮影監督

## MV
- PRANKROOM
  - 「My roots」(2017年)[7]
- こんぽた#cnpt
  - 「replay」(2019年1月1日公開)[8][9]

- 花いろは from ワンダーウィード
  - 「究極Love」(2021年3月16日公開)[10]
  - 「夏恋バケーション!」(2022年8月2日公開)[11]
  - 「ブルーサマー」(2024年8月8日公開)[12]
- FES☆TIVE
  - 「新・奇天烈物語」(2021年10月15日公開)
- Appare!
  - 「アッパレビバディ」(2022年4月24日公開)[13]
- 真っ白なキャンバス
  - 「空色パズルピース」
- Palette Parade
  - 「シャイガール（パレちゃレ！振り返り映像）」(2022年3月17日公開)
  - 「Bad Genius」-Special Thanks-(2022年11月23日公開)
- 高嶺のなでしこ
  - 「すきっちゅーの！」(2023年9月1日公開)[14]
  - 「可愛いって言われたい」(2024年2月3日公開)[15]
- シークレットシャノワール
  - 「旅立」(2023年10月12日公開)[16]
- ZUTTOMOTTO
  - 「世界がその針を止めるなら」(2024年4月1日公開)[17]
- のんふぃく！
  - 「キミノヒーロー」(2024年6月2日公開)[18]
- ×純文学少女歌劇団
  - カレイドスコープ(2024年6月7日公開)[19]
- ワンダーウィード天
  - 「夢ってYEAH!!」(2024年7月25日公開)[20]
- Ma’Scar’Piece
  - Rock it, and fight!!【Dance Practice Video】(2024年11月17日公開)[21]
  - 圧倒的アイドルの極み【Dance Practice Video】(2024年11月20日公開)[22]
  - ゼロ・グラビティ【Dance Practice Video】(2024年11月25日公開)[23]
  - Into a trance【Dance Practice Video】(2024年12月15日公開)[24]
  - 爆裂タウマゼイン(Prod.チバニャン)【Dance Practice Video】(2024年12月22日公開)[25]
- Ill
  - ジェラ(2024年12月29日公開)[26]

## ライブ映像
- Appare!
  - スカイラインファンファーレ！【2021.10.9「天まで届け！竹の子収穫ツアー 4歩目 東京公演」＠新宿BLAZE】(2021年10月11日公開)[27]
  - フレ！フレ！ヒーロー！【2021.12.12「天まで届け！竹の子収穫ツアー 9歩目 ファイナル」＠豊洲PIT】(2021年12月18日公開)[28]
  - Wai Wai ダンスフィーバー【2022.6.11「VS野音 其の三」＠duo MUSIC EXCHANGE】(2022年6月14日公開)[29]
  - 絶対猛信デイドリーマー【2022.6.11「VS野音 其の三」＠duo MUSIC EXCHANGE】(2022年6月17日公開)[30]
  - サビからはじまるyoursong【2022.6.11「VS野音 其の三」＠duo MUSIC EXCHANGE】(2022年6月21日公開)[31]
  - 約束の続き【2022.7.9「6周年記念ワンマンライブ〜最高の瞬間と景色をあなたと見るのだ！〜」＠Spotify O-WEST】(2022年7月22日公開)[32]
  - 激奏！アンサンブル【2022.7.26「VS野音 其の四」＠Spotify O-EAST】(2022年9月9日公開)[33]
  - アッパライナ【2022.8.13「VS野音 其の五」＠日本青年館ホール】(2022年9月16日公開)[34]
  - アガレ！【2022.9.19「Appare!やったれ日比谷野音〜最高の今日になる〜」＠日比谷野外音楽堂】(2022年9月25日公開)[35]
  - さんざめく【2022.9.19「Appare!やったれ日比谷野音〜最高の今日になる〜」＠日比谷野外音楽堂】(2022年10月14日公開)[36]
  - 青いフレア【2022.9.19「Appare!やったれ日比谷野音〜最高の今日になる〜」＠日比谷野外音楽堂】(2022年10月28日公開)[37]
  - スカイラインファンファーレ！【2021.12.12「天まで届け！竹の子収穫ツアー ツアーファイナル」＠豊洲PIT】(2022年11月11日公開)[38]
  - ぱ ぴ ぷ ぺ POP!【2022.11.27「Appare! 3rd ALBUM 『Appare!Future』リリースイベントファイナル」＠ヒカリエホール】(2022年12月9日公開)[39]
  - ぱ ぴ ぷ ぺ POP!【2022.12.18「玉ねぎ食べるぞ！ツアー2022 〜勇往邁進〜 ツアーファイナル」 @豊洲PIT】(2022年12月23日公開)[40]
  - 破天荒シンデレラ【2023.4.19「玉ねぎ食べるぞ！ツアー2023～和衷協同～ツアーファイナル東京公演」＠Zepp DiverCity(TOKYO)】(2023年4月28日公開)[41]
  - Summer spit！【2023.7.11「7周年記念ワンマンライブ〜7色の虹をかけろ!〜 Supported by株式会社 明治」@Zepp Shinjuku(2023年8月11日公開)[42]
  - なんとかなーれファンファーレ【2023.9.29「Appare!東京無料単独公演」@Spotify O-EAST】(2023年10月6日公開)[43]
  - 希望のヒカリ【2024.1.28「玉ねぎ食べるぞ！ツアー〜初志貫徹〜ツアーファイナル東京公演」@Zepp DiverCity(TOKYO】(2024年3月8日公開)[44]
  - 未体験 Be Alright！【2024.3.23「VS武道館 其の一」@Spotify O-Crest】(2024年4月6日公開)[45]
  - 好きだ、まじで！【2024.4.7「VS武道館 其の二」@Shibuya WWW】(2024年4月21日公開)[46]
  - 特注オートクチュールダンス【2024.5.12「VS武道館 其の三」@Spotify O-WEST】(2024年5月24日公開)[47]
  - キミだけのワンダーランド(-2024 ver.-)【2024.7.1「Appare!8周年記念ワンマンライブ〜7+1=∞〜」@Zepp Shinjuku】(2024年7月2日公開)[48]
  - 太陽 SUMMER！【2024.6.22「VS武道館 其の四」@恵比寿LIQUIDROOM】(2024年7月5日公開)[49]
  - OSHIOSHIO【2024.7.1「Appare!8周年記念ワンマンライブ〜7+1=∞〜」@Zepp Shinjuku】(2024年7月12日公開)[50]
  - Summer spit！【2024.7.15「SPARK2024 in KAWASAKI」＠東扇島東公園】(2024年7月23日公開)[51]
  - シンフォニア【2024.10.05「REVENGE!武道館 其の一」＠Zepp DiverCity(TOKYO)】(2024年10月11日公開)[52]
  - 新世紀ヒットパレード【2024.11.16 「REVENGE!武道館 其のニ」＠日比谷公園大音楽堂】(2024年11月19日公開)[53]
  - 大快晴ボンボヤージュ！〜Live Movie〜【2025.1.29 「Appare!やったれ！武道館〜絶対！玉ねぎいただきます！」＠日本武道館】(2025年1月31日公開)[54]
  - 本日は晴天なり〜Live Movie〜【2025.1.29 「Appare!やったれ！武道館〜絶対！玉ねぎいただきます！」＠日本武道館】(2025年2月4日公開)[55]
- 真っ白なキャンバス
  - わたしとばけもの【2021.11.20「真っ白なキャンバス 4周年ワンマンライブ『わたしとばけもの』」@かつしかシンフォニーヒルズ】(2021年11月28日公開)[56]
  - SHOUT【2022.7.9「真っ白なキャンバス フリーライブ2022夏」＠河口湖ステラシアター】(2022年7月9日公開)[57]
  - 世界犯【2022.11.18「真っ白なキャンバス 5周年ワンマンライブ 『希望、挫折、驚嘆、絶望、感謝 それが、私。』」＠TOKYO DOME CITY HALL】(2022年12月11日公開)[58]
  - Heroism【2023.4.23「真っ白なキャンバス全国ツアー2023『だから夢、だけど現』東京公演」＠豊洲PIT】(2023年5月2日公開)[59]
  - いま踏み出せ夏【2022.7.9「真っ白なキャンバス フリーライブ2022夏」＠河口湖ステラシアター】(2023年6月29日公開)[60]
  - SHOUT（LIVE VIDEO 2023 ver.）【2023.7.8「真っ白なキャンバス フリーライブ2022夏」＠河口湖ステラシアター】(2023年7月8日公開)[61]
  - Heroine hour【2023.12.2「真っ白なキャンバス 6周年ワンマンライブ 『一輪咲いても僕は僕』」＠日比谷野外音楽堂】(2023年12月23日公開)[62]
- Palette Parade
  - 起きて笑おう果報者【2023.12.2「1stワンマンライブ『私たちが、パレットパレードです。』」＠Spotify O-WEST】(2022年7月1日公開)[63]
  - アイビー【2023.6.25「『Palette Parade 全国ツアー2023 　 とびだせ！ パレパレ大行進』〈東京〉」＠新宿BLAZE】(2023年8月7日公開)[64]
  - 未来図【2023.6.25「Palette Parade 2周年ライブ『Pa Pa March』」＠Spotify O-EAST】(2023年9月13日公開)[65]
  - おとなだもの【2024.2.12「Palette Parade 『パレちゃレ！3 FINAL』」＠WWW X】(2024年3月1日公開)[66]
  - 完全包囲ではんずあっぷ【2024.9.6「Palette Parade 3周年ワンマンライブ『カレイドオーケストラ』」＠EX THEATER ROPPONGI】(2024年9月9日公開)[67]
  - domino【2024.9.6「Palette Parade 3周年ワンマンライブ『カレイドオーケストラ』」＠EX THEATER ROPPONGI】(2024年9月25日公開)[68]
- 高嶺のなでしこ
  - アドレナリンゲーム【2周年記念 Zepp TOUR 2024 「瞬きさえ忘れる。」TOUR FINAL】(2024年11月9日公開)[69]
  - I’M YOUR IDOL【2周年記念 Zepp TOUR 2024 「瞬きさえ忘れる。」TOUR FINAL】(2024年11月30日公開)[70]

## CM・VP
- 朝日新聞出版（2017年/CM 陰山式音読メソッドとは？「AERA with Kids秋号」）
- 爽健らぼ（2018年/仮谷隆典 CM 恵の麹青汁）

- 和洋国府台女子中学校高等学校（2018年/VP 凛として生きる。篇）
- 千葉県私学教育振興財団（2018/VP CMコンテスト）
- Tokyo PreCision clinic（2019年VP）
- つばさインターナショナル・アカデミー（2019年/CM）
- 豊南高等学校（2019年/VP）
- 『東日本大震災から10年〜連合、あのとき、そして今』（2021年3月11日公開/ドキュメンタリー）
- 『福井弁わかる？福井でデートなう/福井県新幹線開業課PRチャンネル』（2021年12月17日公開/VP）

## インターネットTV
- FRESH!「美女読書TV」(2016年12月21日 - 2017年2月22日)

- ニコニコ動画「ひかちゅうのイケナイことしましょ」（2018年3月16日 - ）

## DVD・Blu-ray
- Style of TDR vol.1
- Style of TDR vol.2
- Style of TDR vol.3
- ゆるゆりライブイベント2 七森中♪うたがっせん
- ゆるゆりライブイベント3 七森中♪ふぇすてぃばる
- ゆるゆりライブイベント4 夏だ!まつりだ!!!全員集合└(б∇б)┘ごらく部☆なちゅまつり
- ゆるゆりスペシャルイベント『七森中☆さみっと』
- ゆるゆりライブイベント 『七森中♪やがいふぇす』
- JoY〜One Moment〜（2013）
- しむかつVol.1（2014）
- Heart Beat〜BlueGreen〜（2014）
- DancingBeach（2015）
- MaSiC!〜calc.〜（2015）
- DancingBeach Vol.2（2016）
- DancingBeach～TheFinal～（2017）
- One Moment ver2（2018）
- 便所太郎フェスVol.3 "ステゴロ3"（2019）[71]
- Love or Not（2019）
- DIR EN GREY『朧』谿壑の欲 [LIVE] ※Live Take from 爆音上映会『目黒鹿鳴館GIG』(2021年4月28日発売)
- Appare!やったれ日比谷野音（2022年発売）

## イベント
- プレゼンピック（2005 - ）[72]
- English Newspaper Production Project（2017 - ）
- CMコンテストワークショップ（2018 - ）